# Роги (Народицький район)
Роги (Червоний Ріг) — колишнє село в Україні, в Народицькому районі Житомирської області. Населення в 1981 році — 80 осіб.
Згадується як хутір Роги. В 1941 році, під назвою Червоний Ріг, підпорядковувалось Любарській сільській раді Народицького району Житомирської області. Згодом, разом із сільрадою, входило до складу Овруцького, Малинського та Народицького районів Житомирської області.
Відселене через радіоактивне забруднення внаслідок аварії на ЧАЕС. Зняте з обліку 27 грудня 1996 року Житомирською обласною радою. 